# Juda Abravanel
Juda Abravanel (tudi Leone Ebreo Abravanel tj. Leon Hebrejec), judovski filozof, * okoli 1460, † po 1523.
Skušal je združiti neoplatonizem in judovstvo. Poudarjal je ljubezen kot temelj vesoljstva in ključ za srečanje z Bogom. Njegovo glavno delo je Pogovori o ljubezni (Dialoghi d'amore), ki ga je napisal leta 1502, a je izšlo šele leta 1535. Bilo je eden najbolj priljubljenih filozofskih traktatov tiste dobe. Vplivalo je na italijansko, nemško in francosko liriko 16. stoletja.